# Ромања
Ромања (итал. Romagna, ромањ. Rumâgna) је историјска регија у Италији чија територија одговара југоисточном делу територије данашње регије Емилија-Ромања. Овој регији су границе некад представљали Апенини на југозападу, Јадранско море на истоку, реке Рено и Силаро на северу и западу. Највећи и најважнији градови регије су Равена, Чезена, Фаенца, Форли, Имола, Римини и град Сан Марино (Сан Марино је држава која се налази унутар регије Ромање).